# Dischord Records
Dischord Records este o casă de discuri americană fondată în anul 1980.